# Семилітка (Казахстан)
Семилі́тка (каз. Семилетка) — село у складі Костанайського району Костанайської області Казахстану. Входить до складу Ждановського сільського округу.
Населення — 104 особи (2021; 157 у 2009, 0 у 1999, 143 у 1989).